# Nguyễn Văn Quang (Hòa Bình)
 Nguyễn Văn Quang (sinh năm 1959) là một chính khách Việt Nam. Ông nguyên là Phó Bí thư Tỉnh ủy, Chủ tịch Ủy ban nhân dân tỉnh Hòa Bình khóa XVI, nhiệm kỳ 2016–2021.

## Lý lịch và học vấn
Nguyễn Văn Quang sinh ngày 20 tháng 10 năm 1959, quê quán xã Liên Sơn, huyện Lương Sơn, tỉnh Hòa Bình;
Ngày vào Đảng Cộng sản Việt Nam: 26/11/1985;
Trình độ: Cử nhân Luật; Cử nhân Kinh tế
Chính trị: Cao cấp lý luận chính trị;
Ngoại ngữ: Tiếng Anh trình độ A

## Sự nghiệp
Ngày 20/10/2010, Đại hội đại biểu Đảng bộ tỉnh Hoà Bình lần thứ XV, nhiệm kỳ 2010- 2015 đã bầu Nguyễn Văn Quang giữ chức Phó Bí thư Tỉnh ủy.
Sáng ngày 15/4/2014, Hội đồng nhân dân tỉnh Hòa Bình khóa XV, nhiệm kỳ 2011- 2016 đã họp bất thường bầu ông Nguyễn Văn Quang, Phó Bí thư Thường trực Tỉnh ủy, Chủ tịch Hội đồng nhân dân tỉnh giữ chức Chủ tịch Ủy ban nhân dân tỉnh Hòa Bình nhiệm kỳ 2011-2016.
Ngày 12/5/2014, Thủ tướng Nguyễn Tấn Dũng đã phê chuẩn việc bầu chức vụ Chủ tịch Ủy ban nhân dân tỉnh Hòa Bình đối với ông Nguyễn Văn Quang - Phó Bí thư Thường trực Tỉnh ủy.
Ngày 16/9/2015, Đại hội đại biểu Đảng bộ tỉnh Hòa Bình lần thứ 16, nhiệm kỳ 2015 - 2020 đã bầu Nguyễn Văn Quang tái đắc cử Phó Bí thư Tỉnh ủy.
Ngày 20/6/2016, tại kỳ họp thứ nhất, Hội đồng nhân dân tỉnh Hòa Bình khóa XVI, ông Nguyễn Văn Quang tái đắc cử làm Chủ tịch Ủy ban nhân dân tỉnh Hòa Bình khóa XVI, nhiệm kỳ 2016-2021.
Ngày 2/7/2016, theo Quyết định 1199/QĐ-TTg, Thủ tướng Chính phủ phê chuẩn kết quả bầu Chủ tịch Ủy ban nhân dân tỉnh Hòa Bình nhiệm kỳ 2016 - 2021 đối với ông Nguyễn Văn Quang, Phó Bí thư Tỉnh ủy, Chủ tịch Ủy ban nhân dân tỉnh Hòa Bình nhiệm kỳ 2011 - 2016.
Tháng 7 năm 2019, ông nghỉ hưu.
Ngày 5 tháng 8 năm 2019, Thủ tướng Chính phủ Nguyễn Xuân Phúc phê chuẩn kết quả miễn nhiệm chức vụ Chủ tịch Ủy ban nhân dân tỉnh Hòa Bình nhiệm kỳ 2016 - 2021 đối với ông Nguyễn Văn Quang để ông nghỉ hưu (Quyết định 967/QĐ-TTg).